# هاشم الوتري
هاشم الوتري (1310 - 1381 هـ / 1893 - 1961 م) هو طبيب باحث، ومؤلف من أهل بغداد.
هو هاشم بن السيد يحيى بن السيد قاسم الوتري. من آثاره «مقالات في الطب العربي القديم» و «محاضرات في الطب السريري» و «دروس الإسعافات الطبية الأولية».
وعائلة آل الوتري هي من العوائل المعروفة والتي تحفل بعلماء الدين ومن الأسر العربية والعريقة التي كانت تقطن المدينة المنورة بالسعودية وهي من أسر العلم والأدب في تلك الديار أشتهر منهم محدث الديار الحجازية الشيخ أحمد الظاهر الوتري شيخ علم الحديث في الحرم النبوي، وهاجر قسم من أفراد هذه الأسرة إلى العراق وأتخذوا من بغداد سكنا لهم، ولقد كان لهم مجلس في بغداد يعرف بأسم مجلس آل الوتري وهو من المجالس المشهورة في جامع الخلفاء قرب سوق الغزل في بغداد.